# 11147 Delmas
11147 Delmas eller 1997 XT5 är en asteroid i huvudbältet som upptäcktes den 6 december 1997 av den franske matematikern och amatörastronomen Pierre Antonini på Mont Ventoux. Den är uppkallad efter den franske ingenjören Robert Delmas.
Asteroiden har en diameter på ungefär 14 kilometer och den tillhör asteroidgruppen Nocturna.